# Europarlamentari dei Paesi Bassi della IV legislatura
Gli europarlamentari dei Paesi Bassi della IV legislatura, eletti in occasione delle elezioni europee del 1994, furono i seguenti.

## Composizione storica
| Europarlamentare           | Lista                                           | Gruppo |
| -------------------------- | ----------------------------------------------- | ------ |
| Hedy d'Ancona              | Partito del Lavoro                              | PSE    |
| Jan Willem Bertens         | Democratici 66                                  | ELDR   |
| Leonie G.L. van Bladel     | Partito del Lavoro                              | PSE    |
| Johannes Blokland          | SGP - GPV - RPF                                 | EN     |
| Johanna L.A. Boogerd-Quaak | Democratici 66                                  | ELDR   |
| Laurens Jan Brinkhorst     | Democratici 66                                  | ELDR   |
| Frits Castricum            | Partito del Lavoro                              | PSE    |
| Petrus A.M. Cornelissen    | Appello Cristiano Democratico                   | PPE    |
| Pieter Dankert             | Partito del Lavoro                              | PSE    |
| Gijs M. De Vries           | Partito Popolare per la Libertà e la Democrazia | ELDR   |
| Nel van Dijk               | Sinistra Verde                                  | GV     |
| Doeke Eisma                | Democratici 66                                  | ELDR   |
| James L. Janssen van Raay  | Appello Cristiano Democratico                   | PPE    |
| Jessica Larive             | Partito Popolare per la Libertà e la Democrazia | ELDR   |
| Hanja Maij-Weggen          | Appello Cristiano Democratico                   | PPE    |
| Alman Metten               | Partito del Lavoro                              | PSE    |
| Jan Mulder                 | Partito Popolare per la Libertà e la Democrazia | ELDR   |
| Ria Oomen-Ruijten          | Appello Cristiano Democratico                   | PPE    |
| Arie Oostlander            | Appello Cristiano Democratico                   | PPE    |
| Karla Peijs                | Appello Cristiano Democratico                   | PPE    |
| Peter Pex                  | Appello Cristiano Democratico                   | PPE    |
| Elly Plooij-van Gorsel     | Partito Popolare per la Libertà e la Democrazia | ELDR   |
| Bartho Pronk               | Appello Cristiano Democratico                   | PPE    |
| Maartje van Putten         | Partito del Lavoro                              | PSE    |
| Jan Sonneveld              | Appello Cristiano Democratico                   | PPE    |
| W.G. Van Velzen            | Appello Cristiano Democratico                   | PPE    |
| Wim Van Velzen             | Partito del Lavoro                              | PSE    |
| Leen Van Der Waal          | SGP - GPV - RPF                                 | EN     |
| Jan-Kees Wiebenga          | Partito Popolare per la Libertà e la Democrazia | ELDR   |
| Jan Marinus Wiersma        | Partito del Lavoro                              | PSE    |
| Florus A. Wijsenbeek       | Partito Popolare per la Libertà e la Democrazia | ELDR   |

## Modifiche intervenute

### Partito Popolare per la Libertà e la Democrazia
- In data 01.09.1998 a Gijs M. De Vries subentra Robert Jan Goedbloed.

### Democratici 66
- In data 14.06.1999 Laurens Jan Brinkhorst termina il mandato parlamentare, non venendo surrogato.

### SGP - GPV - RPF
- In data 02.09.1997 a Leen Van Der Waal subentra Rijk Van Dam.

### Sinistra Verde
- In data 01.09.1998 a Nel van Dijk subentra Joost Lagendijk.